# Anna Thomasson
Anna Gerd Kristina Thomasson, född 1 mars 1937 i Saxbo i Grytnäs församling i Dalarna, är en svensk väverska. Hon är känd för sin expertis inom traditionell svensk vävning, särskilt inom daldrälltekniken och har bidragit betydligt till bevarandet av denna tradition genom sin bok Daldräll (1988).
Thomasson föddes och växte upp i ett bondehem i Saxbo i Dalarna. Hennes intresse för vävning väcktes tidigt genom hennes mor. Efter att ha gift sig fortsatte hon att utveckla sitt hantverk. Hon har studerat vid bland annat Fornby folkhögskola och Sätergläntan, där hon förfinade sina färdigheter inom bindningslära och linvävning.
Genom sitt arbete med boken Daldräll, en omfattande studie av daldrälltekniken har Thomasson spelat en viktig roll i bevarandet av denna traditionella svenska vävteknik. Hennes bidrag till vävkonsten har uppmärksammats genom flera utmärkelser, inklusive Hilda Tillkvists linvävarstipendium och ett kulturpris från Studieförbundet Vuxenskolan.

## Privatliv
Thomasson bor och arbetar i Hyttbäcken i Folkärna, där hon har sin ateljé. Gården har varit i hennes makes familj sedan 1600-talet och är den plats där Erik Axel Karlfeldts mor föddes. Det hus hon själv växte upp i kallas Träslottet och är känt från Karlfeldts dikt med samma namn.